# アイデンティファイド
『アイデンティファイド』 (Identified)はアメリカ合衆国の女優、歌手ヴァネッサ・ハジェンズが2008年に発表した第2作目のスタジオ・アルバムである。2008年6月25日をはじめとして各国で発売された。

## 概要
前作のデビュー・スタジオ・アルバム『V』（ブイ）から2年後の2008年6月25日に第2作目『アイデンティファイド』が発売された。ヨーロッパと日本エディションは3曲のボーナス・トラック「セット・イット・オフ」、「コミッテッド」、「ヴァルネラブル」が収録されている。
先行シングル「スニーカーナイト」は2008年4月11日に発売される。全米シングルチャートビルボードホット100第88位、Hot Digital Songs チャート第48位、Hot Canadian Digital Singles チャート第70位、Dance Music/Club Play Singles チャート第8位となる。同曲のミュージック・ビデオは同年6月14日に公開されている。
全米アルバムチャートビルボード200第23位となる。

## 収録曲
| #         | タイトル                                             | 作詞・作曲 | プロデューサー                     | 時間  |
| --------- | ---------------------------------------------------- | --- | ---------------------------------- | ----- |
| 1.        | 「ラスト・ナイト」                                   | シルヤ・ナイモーエン、スコット・ジャコビー                                                                                             | ジャコビー                         | 3:10  |
| 2.        | 「アイデンティファイド」                             | ルカシュ・ゴットバルト、キャシー・デニス, マックス・マーティン                                                                         | Ｄｒ・ルーク、マックス・マーティン | 3:21  |
| 3.        | 「ファースト・バッド・ハビット」                     | ゴットバルト、デニス | Ｄｒ・ルーク                       | 3:02  |
| 4.        | 「フック・イット・アップ」                           | アントニーナ・アーマト、ティム・ジェームズ、デヴリム・カラオグル                                                                       | アーマト・ジェームズ               | 2:52  |
| 5.        | 「ドント・アスク・ホワイ」                           | ゴットバルト、デニス、ボー・ドージア                                                                                                   | Ｄｒ・ルーク                       | 3:10  |
| 6.        | 「スニーカーナイト」                                 | シルヤ・ナイモーエン、ジョナサン・ローテム                                                                                             | Ｊ・Ｒ・ローテム                   | 2:59  |
| 7.        | 「アメイズド」(フィーチャリング リル・ママ)          | ゴットバルト、デニス、ベンジャミン・レビン、ニアーシャ・カークランド                                                                   | Ｄｒ・ルーク、ベニー・ブランコ     | 2:59  |
| 8.        | 「ドント・リーヴ」                                   | アーマト、ジェームズ、ジェシー・マッカートニー                                                                                         | アーマト、ジェームズ               | 3:08  |
| 9.        | 「ペーパー・カット」                                 | ジョニー・ヴィエラ | ヴィエラ                           | 2:48  |
| 10.       | 「パーティー・オン・ザ・ムーン」                     | クリス・ロハス、ナスリ・アトウェ、アダム・メッシーンガー                                                                               | ロハス、ザ・メッセンジャー         | 3:50  |
| 11.       | 「ディド・イット・エヴァー・クロス・ユア・マインド」 | ヴィエラ | ヴィエラ                           | 3:10  |
| 12.       | 「ゴーン・ウィズ・ザ・ウィンド」                     | マイモウナ・ユーセフ、カーラ・ディオガルディ、ウォルター・アファナシェフ、エマヌエル・キリアコウ、ズカハン・ベイ、ブランドン・ハワード | キリアコウ                         | 3:28  |
| 合計時間: | 合計時間:                                            | 合計時間: | 合計時間:                          | 37:57 |

| #         | タイトル           | 作詞・作曲                                             | プロデューサー       | 時間  |
| --------- | ------------------ | ------------------------------------------------------ | -------------------- | ----- |
| 13.       | 「ヴァルネラブル」 | ニック・スカパ、ジェームズ、ジョン・ファシー、アーマト | アーマト、ジェームズ | 3:11  |
| 合計時間: | 合計時間:          | 合計時間:                                              | 合計時間:            | 41:08 |

| #         | タイトル                                   | 作詞・作曲                                                                         | プロデューサー       | 時間  |
| --------- | ------------------------------------------ | ---------------------------------------------------------------------------------- | -------------------- | ----- |
| 13.       | 「セット・イット・オフ」(ボーナストラック) | クラス・アーランド、ルカシュ "ドクター・ルーク" ゴットバルト、マックス・マーティン | Ｌ・ゴットバルト     | 3:04  |
| 14.       | 「コミッテッド」(ボーナストラック)         | アーマト、ティム・プライス                                                         | アーマト、ジェームズ | 2:35  |
| 15.       | 「ヴァルネラブル」(ボーナストラック)       | ニック・スカパ、ジェームズ、ジョン・ファシー、アーマト                             | アーマト、ジェームズ | 3:11  |
| 合計時間: | 合計時間:                                  | 合計時間:                                                                          | 合計時間:            | 46:47 |

## チャート
| チャート (2008年)                                     | 最高順位 |
| ----------------------------------------------------- | -------- |
| オーストラリア ヒッツ・シーカーズ・アルバム・チャート | 15       |
| オーストリア アルバム・チャート                       | 35       |
| ドイツ アルバム・チャート                             | 60       |
| ギリシャ アルバム・チャート                           | 44       |
| アイルランド アルバム・チャート                       | 37       |
| 日本 オリコン                                         | 85       |
| スイス アルバム・チャート                             | 74       |
| 英国 アルバム・チャート                               | 46       |
| 米国 ビルボード200                                    | 23       |

## 各国の発売日
| 国/地域      | 発売日        | レーベル                                   |
| ------------ | ------------- | ------------------------------------------ |
| 日本         | 2008年6月25日 | エイベックス・ミュージック・クリエイティヴ |
| 米国         | 2008年7月1日  | ハリウッド                                 |
| 香港         | 2008年7月18日 | ユニバーサル ミュージック                  |
| ブラジル     | 2008年8月5日  | ユニバーサル ミュージック                  |
| 英国         | 2009年2月16日 | EMI                                        |
| フィンランド | 2009年2月18日 | EMI                                        |
| スウェーデン | 2009年2月18日 | EMI                                        |